# Poems for Laila
Poems for Laila ist eine Osteuropa-Folk-Pop-Band. Sie gründete sich 1989 in Berlin aus dem Duo Nikolai Tomás und Roy Eisenberg.

## Stil
Die Band spielt eine Mischung aus russisch-ungarischer Folklore, Chanson, Pop und Rock. Dabei sind die älteren Stücke der Band deutlich folkiger als die neueren, eher chansonesque-rockigen Alben.

## Geschichte
Im Jahr 1989 gewann die Band den Berliner Senatsrockwettbewerb und veröffentlichte ihr erstes Album Another Poem for the 20th Century beim Berliner Vielklang-Label. Es folgten ausgiebige Tourneen in Deutschland, Österreich, der Schweiz, Frankreich, Russland und Polen, viele Fernsehauftritte und der Wechsel zum Major-Label Polydor unter Tim Renner. Hier entstanden die Alben La Filette Triste mit dem Produzenten Dave M. Allan und Katamandu mit Roy Spong. 1994 wechselten Poems for Laila zur Phonogram, wo I Shot The Moon entstand, das von dem ehemaligen Roxy-Music-Gitarristen Phil Manzanera in London produziert wurde.
Zwischen 1994 und 1998 legte Nikolai Tomás die Band auf Eis und widmete sich der Verwirklichung seiner eigenen Projekte und Filmmusik. 1996 kam sein Solo-Debüt-Album Wild On heraus, doch bald wandte er sich wieder Poems for Laila zu. Neues erarbeiteten sie zwischen 1997 und 2002 zunächst nicht: Ein Remix-Album (Another Poem for the 21st Century, 1999) und ein Best-Of-Album (Motor Music, 2001) kamen auf den Markt.
Der Erfolg des Best-Of-Albums führte dazu, dass Nikolai Tomás die Band mit neuen Musikern neu formierte und 2002 On a Wednesday veröffentlichte. Dieses geschah wieder beim Berliner Vielklang-Label unter Jörg Fukking.
2004 erschien Frühstück in Budapest (Vielklang, Edel), das erste Album in deutscher Sprache. Anne de Wolff war wieder zur Band zurückgekehrt. Gemeinsam mit Thimo Sander, Marcus Runzheimer und Jan P. Eckelmann wurde die komplette Platte live in nur zwei Wochen im Berliner Vielklang-Studio eingespielt. Im März 2004 tourte die Band durch Deutschland.
In den Jahren 2005/06 widmete sich Nikolai fast ausschließlich der musikalischen Weiterentwicklung seiner Texte und Songs – nur unterbrochen von zwei Duo-Touren mit Anne de Wolff.
Im Frühjahr 2006 begann die Zusammenarbeit mit dem Produzenten Don Philippe (Freundeskreis, Laura Lopez Castro) und einer komplett neuen Band. Im September 2007 erschien das neue Album Klamm.
2008 feierte Poems for Laila das 20-jährige Bestehen der Band mit einer Live-DVD und CD sowie einer ausgedehnten Deutschland-Tournee.
Anfang 2009 war Nikolai mit neuem und vorwiegend deutschsprachigem Programm solo unterwegs. Nach ausgiebigen Touren im Frühjahr und Sommer veröffentlichte das Berliner Metropol-Label seine EP Alles auf Anfang. Die Musik hatte sich verändert. Sie lag jetzt zwischen Brel, Johnny Cash, Tom Waits und Nick Cave.
Seit Januar 2016 bestehen Poems for Laila aus dem Duo Nikolai Tomás und Joanna Gemma Auguri. Im März desselben Jahres erschien das aktuelle Album Tiktak.
2018 erschien das bisher jüngste Album Dark Timber.

## Mitglieder

### Derzeitige Mitglieder
- Nikolai Tomás – Gesang, Gitarre
- Laura Lopez Castro (Projekt 9)
- Anne de Wolff (Projekt 9)
- Dascha Berdyugina ((Projekt 9)
- Henry Reyles (Projekt 9)

### Ehemalige Mitglieder
- Ania Clarissa Gürke – Violine
- Dasha Berdyugina – Gesang
- Anne de Wolff – Violine
- Jan P. Eckelmann – Schlagzeug
- Antje Messerschmidt – Violine
- Arnold Kasar – Keyboard
- Björn Werra – Bass
- Buggie Schlede – Schlagzeug, Klarinette
- Christian Podratzky – Bass
- Dave M. Allen – Produktion
- Geoff Dugmore – Schlagzeug
- Haymo Doerk – Gitarre
- Jackie Norrie – Violine
- Jean-Marie Gilles – Bass
- Judith Hermann – Gesang
- Julia Goldlust – Gesang
- Michael Paucker – Bass
- Melissa Lou Knutson – Gesang
- Miss Alaska – Gesang
- Mo Asumang – Gesang
- Nils Arndt – Schlagzeug
- Otana Tiede – Gesang
- Patrick Majer – Produktion
- Phil Manzanera – Produktion
- Philippe Kayser – Schlagzeug
- Reinhard Fuß – Gitarre
- Roma Casley – Management
- Roy Eisenberg – Gitarre
- Roy Spong – Produktion
- Speedy J. Sheppard – Bass
- Thimo Sander – Gitarre
- twin – Gesang
- Joanna Gemma Auguri – Gesang, Akkordeon
- Jo Ambros – Gitarre, Mandoline
- Wiebke Wiedeck – Gesang, Akkordeon
- Marcus Runzheimer -- Bass
- Willi Witte -- Schlagzeug
- Trilli Bartels -- Gesang, Bass

## Diskografie

### Alben
- Another Poem for the 20th Century (1989)
- La Filette Triste (1991)
- Katamandu (1992)
- I Shot the Moon (1994)
- Another Poem for the 21st Century (Remix-Album)
- Sometimes In The Nighttime – Best Of (2001)
- On A Wednesday (2002)
- Frühstück In Budapest (2004)
- Klamm (2007)
- Tiktak (2016)
- Dark Timber (2018)

### Singles
- Russian Billy (1989, Vinyl 7″)
- Live At The Arctic Circle (1990, CD, Vinyl 10″)
- Willy Poor Boy (1991, Vinyl 7")
- Nights In Bordeau (1991, MCD, Vinyl 12″)
- Jackie (1992, MCD)
- Cold World (1994, MCD)
- Endless Stripe (1994, MCD)
- I Was Walking (2002, MCD)

### Videoalben
- Poems For Laila – Live in Berlin (2008, DVD, 105 Min.), Regie: Stephan Guntli

### Nebenprojekte / Soloveröffentlichungen von Nikolai Tomás
- Nikolai Tomas – Alles auf Anfang (EP)2009
- Nikolai Tomás – Wild On (CD Album) 1996
- Nikolai Tomás – True Love (Mini-CD)1996
- Nikolai Tomás – Hi, Hi, Hi (Mini-CD)1996
- Nikolai Tomás - ....sings Poems for Laila (CD) 2014

- Radiotron – Dangerous Love Songs (1999, CD Album)

### Filmmusik
- 1992 – Herzsprung (Musik und Auftritt)
- 2001 – „Nach Hitler. Radikale Rechte rüsten auf“ (ARD, 3x45 Minuten)
- 2002 – „Die geheime Inquisition“ (ZDF, 3x45 Minuten)
- 2004 – „Hexen – Magie, Mythen und die Wahrheit“ (ARD, 3x45 Minuten)
- 2005 – „Mätressen – Die geheime Macht der Frauen“ (ARD, 3x45 Minuten)
- 2009 – „Mein Deutschland“ (ARD, 3x45 Minuten)
- 2010 – „Als wir Kinder waren – Aufgewachsen in der DDR“ (MDR, 45 Minuten)
- 2011 – Friedrich – Ein deutscher König (2011) (ARD, 2011)

## Videos
- TIKTAK - official video
- The water - live
- Terrible guy - official video